# Kathaidvasz
Kathaidvasz (Katḫaidwaš) Felső-Hatti Tipijasz tartományának legfontosabb városa a Hettita Birodalom fénykorában, az i. e. 14. században.
Első említése I. Szuppiluliumasz korából ismert, amikor a legyőzött kaszkák néhány törzse a király engedélyével letelepedett e város környékén. I. Arnuvandasz korában már egyértelműen kaszka területként kezelik, az itt lakó törzseik szerződésben kötelezték magukat adófizetésre és katonai alakulatok kiállítására. Arnuvandasz halála után azonban nem teljesítették kötelezettségeiket. A következő eseményekről a CTH#61 katalógusszámú dokumentum, Murszilisz évkönyve számol be.
II. Murszilisz eredménytelenül szólította fel a szerződés betartására a kaszkákat, sőt ennek eredményeképp Kathaidvasz előkelői teljesen elszakadtak Hattuszasztól, és megválasztották önálló királyukat, Pihhunijaszt. II. Murszilisz uralkodásának 3. évében indíthatott csak hadjáratot, amikor bátyja, Pijaszilisz sikerrel stabilizálta a keleti határokat. A Kathaidvasz elleni támadásban a várost lerombolta, Pihhunijaszt fogolyként vitta Hattuszaszba.
Kathaidvasz nem szerepel többé a forrásokban.

## Külső hivatkozások
- Annals of Mursili II (angol nyelven)
- Templo de Apolo[halott link]